# Junshan (socken i Kina, lat 26,75, long 113,25)
Junshan (kinesiska: 军山, 军山乡) är en socken i Kina. Den ligger i provinsen Hunan, i den södra delen av landet, omkring 160 kilometer söder om provinshuvudstaden Changsha. Antalet invånare är 14617. Befolkningen består av 7 122 kvinnor och 7 495 män. Barn under 15 år utgör 21,0 %, vuxna 15-64 år 71 %, och äldre över 65 år 6,0 %.
Genomsnittlig årsnederbörd är 1 778 millimeter. Den regnigaste månaden är maj, med i genomsnitt 282 mm nederbörd, och den torraste är oktober, med 22 mm nederbörd.